# Taiwan Stock Exchange
Taiwan Stock Exchange este o bursă cu sediul în Taiwan, ce a fost înființată în 1961 și a început să fie operațională pe 9 februarie 1962.